# Roser Suñé Pascuet

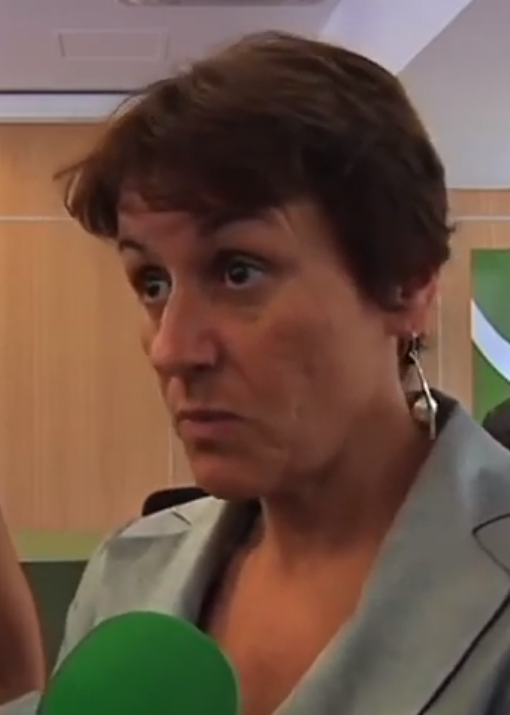
Roser Suñé, 2011

Roser Suñé i Pascuet (* 26. August 1960 in Andorra la Vella) ist eine Politikerin in Andorra. Sie ist die erste Frau im Amt des Síndic General d’Andorra (Sprecherin des Parlaments) und seit 3. Mai 2019 im Amt.

## Leben
Roser Suñé wurde am 26. August 1960 in der alten Stadt Andorra la Vella geboren. Sie studierte 1980 Pädagogik an der Escola Blanquerna und Katalanische Philologie an der Universität Barcelona, wo sie 1983 ihren Abschluss machte.
Sie war zwischen 1999 und 2005 Botschafterin in Schweden sowie in Norwegen und Island zwischen 2000 und 2005. Am 13. Mai 2011 wurde sie zur Ministerin für Bildung und Kultur ernannt. Sie hielt diese Position bis zum 7. April 2015, als Èric Jover das Amt übernahm.